# Joaquín Molins Figueres
Joaquín Molins Figueres (Pallejà 1886 - 14 de setembre de 1976) fou un empresari català, cofundador, junt amb el seu pare, de Cementos Molins el febrer de 1928.

## Biografia
Fill de Juan Molins Parera, empresari del sector del ciment i alcalde de Pallejà entre 1906 i 1923, i d'Elvira Figueres.

### Penya Rhin
Gran aficionat al motor, el 1916 va fundar la Penya Rhin, des d'on organitzava la Fórmula 1 de l'època, com el Gran Premi Penya Rhin, Molins suportà el pes tant organitzatiu com econòmic de moltes de les curses que organitzava l'entitat. El 1921 crearen el Gran Premi Penya Rhin, denominació emblemàtica que designaria moltes proves automobilístiques al llarg dels anys. Les Copes de Catalunya i de Barcelona, les pujades de muntanya i fins i tot els Grans Premis de Fórmula 1, portaren aquesta denominació que arribà fins a les catorze edicions.

### Cementos Molins
El 1911 entrà a treballar com a director general a la Cimentera Sanson (el seu pare era membre del consell d'administració). Des d'on ideà la construcció de la llavors xemeneia més alta d'Espanya, que encara es conserva al costat de l'edifici Walden 7. El projecte el va dur a terme Alfonso Peña, qui després seria ministre al primer govern de Franco.
Amb el seu pare va fundar conjuntament amb el seu pare Cementos Molins el febrer de 1928. Junts van comprar diverses patents al Grup Lafarge per fabricar ciment aluminós. Quan el pare va morir el 1932, ell va quedar com a president del negoci familiar.
Durant la Guerra civil Espanyola, l'empresa fou col·lectivitzada i la família va haver d'abandonar la ciutat de Barcelona. Joaquim Molins es va establir primer a Burgos i després a Sant Sebastià, al País Basc, on va fundar una empresa tèxtil.
Acabada la Guerra, va tornar a Barcelona, i gràcies a un crèdit amb el Banc de Roma va poder aconseguir de nou liderar l'empresa cimentera. Va comprar unes mines de plom a la Costa Brava i unes altres mines a Cistierna, a Lleó.
Des de Ciments Molins va promoure diversos projectes constructius, entre els quals destaquen els túnels de Vallvidrera, els pàrquings SABA i el túnel del Cadi.
Van començar a fabricar també ciment portland i al cap de poc temps va incorporar els seus dos fills al dia a dia de l'empresa, Juan i Casimiro. Un fill va estudiar enginyeria i l'altre advocat. Així un podria projectar obres i l'altre defensar els contractes. Va morir el 1976, havent evitat la fusió de les diverses famílies cimenteres de Catalunya.

### Vida personal
Va tenir tres fills amb Anna Ribot: Joan (1911-1986), un segon fill que es deia Casimiro que va morir amb quatre anys, i al cap d'uns anys van tenir un tercer fill i també li van dir Casimiro (1920-2017).
Anna Ribot va morir el 1958 i Joaquim es va tornar a casar el 1960 amb Juana Gil, una dona que treballava al servei de la família. Van emigrar als Estats Units, on van tenir dos fills: Joaquim (1961) i Marta (1966). Abans de casar-se, però, Joaquim va cedir el 50% de les seves accions al seus dos primers fills (Joan i Casimiro). En morir va tornar a repartir les seves participacions entre els quatre fills. Per aquest motiu la branca Molins Gil té menys participacions empresarials que la Molins Ribot.